# 小米手环7
小米手环7是2022年5月24日小米公司推出的一個智能手環。

## 历史
於當年的5月31日發售。它配備了1.62吋AMOLED，同時配置AOD（Always On Display）息屏显示功能，用戶不需要抬手腕也能隨時看到時間。小米手環7分別提供標準版和NFC版本。